# Cuisine de la Nouvelle-Angleterre

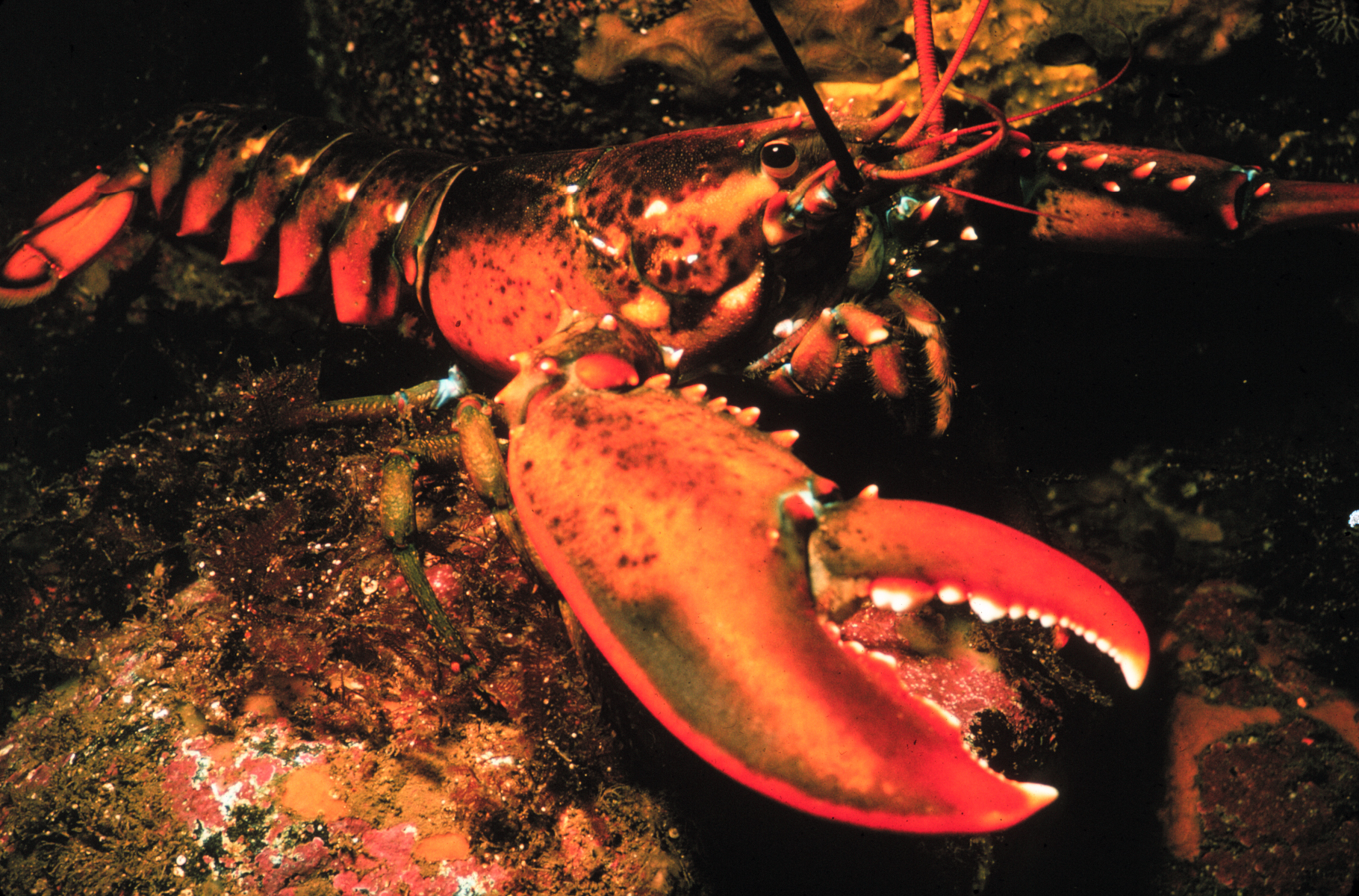
Le homard américain est l'un des principaux plats de la cuisine de la Nouvelle-Angleterre.

La cuisine de la Nouvelle-Angleterre est un type de cuisine que l'on trouve en Nouvelle-Angleterre, une région du nord-est des États-Unis. Elle se caractérise par des plats à base de produits de la mer et de produits laitiers. La cuisine traditionnelle de la Nouvelle-Angleterre remonte à l'époque des Treize colonies. Elle dépend de l'histoire, de l'environnement et des choix économiques de la région. Les plats incluent des produits régionaux tels que le sirop d'érable et les airelles ; les plats sont souvent accompagnés de pommes de terre à la crème. Ils sont souvent assaisonnés avec du persil, de la sauge et de la noix de muscade.

## Produits

### Charcuterie
- Lard, fumé à l'érable[1]
- Picnic ham, typiquement bouilli[2]
- Linguiça, frit pour petit déjeuner ou grillé pour déjeuner[3],[4]

### Céréales

#### Avoine
- - Black Tartan[5]
  - Excelsior[6]

#### Maïs
- - Northern Eight-In-A-Row (d'origine wampanoag, un tribu de Massachusetts)[7],[8]
  - King Philip Corn (d'origine wampanoag)[9]
  - Espresso
  - Ambrosia Hybrid[10]

#### Seigle
- - Aroosrook[11], originaire de Maine en 1981
  - Guardian
  - Danko
  - Barsetto[12]
- Orge

### Pain
- Parker House roll
- Anadama
- Popovers
- New England Brown Bread

### Poissons, Coquillages, et Crustacés
Les fruits de mer (et les fruits des les lacs et les rivières)  sont une element vital de la cuisine de les 6 états de la Nouvelle Angleterre. La mer a  soutenu les populations pendant des milliers d'années, à commencer par les Amérindiens et jusqu'à nos jours.

#### Crustacés
- - Tourteax jonas (cancer botralis, le parent plus proche du poupard dans le monde)
  - Homards Américains, element de base très important
  - Crabes «peekytoe»
  - Crevettes nordiques
  - Crabs bleus (une espèce invasif à France, mais Un trésor d'été dans le Connecticut)
  - Crabe de niege, in portée fréquemment de la Nouvelle-Écosse à proximité en Canada[14]

#### Coquillages, y compris
- - Le quahog , mangé bouilli, frit, et cuit
  - Mye connume
  - Moules bleus
  - Pétoncles de baie
  - Huîtres, spécifiquement crassostrea virginica
  - Pétoncles géants
  - Bulots
  - Mactres, spécifiquement spisula solidissima
  - Ensis leei, aussi connu en anglais comme le «razor clam» (en français: «palourde de rasoir»)

#### Poissons
- Bars rayés
- Thons, incluent le thon rouge, le thon rosé, et le thon blanc
- Saumons atlantiques â Maine
- Églegins
- Tautogs
- Pomatomes
- Saumons de fontaine (Maine, Vermont, New Hampshire)
- Stenotomus chrysops, aussi connu come «Scup» ou «Porgy» en anglais
- Limandes plies rouges
- Cardeaus d'été
- Baudroie d'Amérique
- Turbot de sable
- Gaspereaux
- Spares têtes-des-moutons
- Xiphias gladius, appelé «North Atlantic Swordfish» en anglais, un poisson d'été au large de la côte
- Limandes jaunes
- Sébastes acadiens
- Esturgeon de l'Atlantique (historiquement, mais aujord'hui protégé par le gouvernement)
- Sérioles couronnées (dans le Rhode Island et le Connecticut  en été)

### Plantes et cultures
- Courges
  - Doubeurres
  - Citrouilles
  - Courge poivrée
  - Courge Huibbard
  - Courge banane[15]
- Haricots
  - Yellow Eye Beans, un type de haricot blanc originaire du Maine[16],[17]
  - Soldier Beans[18]
- Asperges[19]
- Pommes de terre (dans le Maine)
  - Kennebec
  - Katahdin
  - Caribou Russet[20]
- Noix de Corylus americana, une espèce de noisetier indigène[21]
- Noix de Juglans nigra, le noyer indigène au Connecticut[22]
- Artichauts de Jérusalem, un délice du Abénaquis et  la cuisine moderne[23]

### Fruits natifs et cultivés
- Pommes
  - Roxbury Russet, la plus ancienne variété de pomme aux États-Unis, originaire de  Massachusetts, c. 1640
  - Baldwin
  - Rhode Island Greening
  - Black Oxford[24]
  - Brock (à Maine)[25]
  - Westfield Seek-No-Further[26]
  - Hightop Sweet[27]
  - McIntosh[28]
  - Honeycrisp[29]

- Poires
  - Bartlett[30] (à New Hampshire)
  - Clapp's Favorite (originaire de Massachusetts)
- Prunus maritima, bien connue sous le nom prune des grèves ou beach plum en anglais[31]
- Prunier noir
- Raisins Concord
- Vitis labrusca, une espèce de vigne sauvage native, nourriture indigène pour toutes les tribus amérindiennes et la mère de nombreux cépages hybrides

### Élevage

#### Poulets
- Rhode Island Red
- Plymouth
- New Hampshire

#### Dindes
- Narraganset
- Midget White (en français : « dindon nain blanc »)[32]
- Bronzé

#### Bovins
La première mention du bétail en Nouvelle-Angleterre se trouve dans un document de la colonie de Plymouth en 1627.Aujourd'hui, la majorité des bovins sont élevés pour les produits laitiers en Nouvelle-Angleterre ; le lait et ses sous-produits sont des éléments essentiels à cette cuisine. Certaines races des vaches sont laitières se sont tournées vers l'Amérique aux XIXe et XXe siècles[pas clair].
- Ayrshire[35]
- Holstein
- Guernesey[36]
- Shorthorn
- Randall

### Mouton
- Katahdin Sheep (en)
- Border Leicester Sheep (en)[37]

## Spécialités
- Airelle (fraîches et dans les sauces)
- Chaudrée de palourdes
- Baked beans
- Crème glacée
- Homard (dans la côte)
- Cheddar (dans le Vermont ;il a été apporté en Amérique à l'époque coloniale)
- Sirop d'érable
- Lobster roll
- Biscuits Joe Frogger (en)
- Gateau d‘épices (en)
- Succotash
- Gâteau à la compote de pommes
- Tarte à la citrouille
- gruau (pour déjeuner)
- Chaudrée de maïs
- Tarte à la crème de Boston (Massachusetts)
- Tarte à la rhubarbe
- Gâteau à la compote de pommes
- Snickerdoodles
- Tarte aux bleuets (attention ne pas confondre bleuets et myrtilles)
- Bulkie rolls (Boston)
- Tourtière (servie la veille de Noël dans le New Hampshire)
- Johnny cake (Rhode Island)
- Pizza (Connecticut)
- Hasty pudding (Connecticut)
- Souper bouilli de Nouvelle-Angleterre
- Le clambake
- Cookie, originaire de Massachusetts dans les années 1930

## Boissons

### Boissons  alocohîisées
- Woodchuck Hard Cider (en)
- Farnum Hill (cidre) (New Hampshire)
- Bière Allagash (en)
- Bière Samuel Adams (Boston)
- Long Trail Ale (Vermont)

### Boissons Non- Alocohîisées
- Jus d'airell
- Sodas Polar, saveurs multiples. Enterprise fondée en 1882 à Maasachusetts[38]
- Jus des raisin
- Raspberry Lime Rickey[39]
- Frozen lemonade[40]

## Agro-alimentaire
- Boston Beer Company
- Long Trail Brewing Company (en) (Vermont)
- Dunkin' Donuts (Quincy)
- Friendly's (Wilbraham)
- D'Angelo Sandwich Shop (Dedham)
- HP Hood Milk (Charlestown)
- Legal Sea Foods (Cambridge)
- Marshmallow Fluff (Lynn)
- Papa Gino's (Dedham)
- Welch's
- Pollar Beverages (Worcester (Massachusetts)
- Ocean Spray
- Ben & Jerry's (South Burlington/Waterbury)